# Alpi meridionali
Le Alpi meridionali sono una catena montuosa che si sviluppa lungo la costa occidentale dell'Isola del Sud, in Nuova Zelanda. Il nome si applica generalmente all'intero sistema montuoso, benché sia a sua volta composto da alcune catene più piccole, che hanno un loro proprio nome. Il punto più alto delle Alpi meridionali è costituito dal Monte Cook, che si eleva per 3 754 metri, mentre altri 16 picchi superano la quota dei 3 000 m s.l.m..

## Descrizione

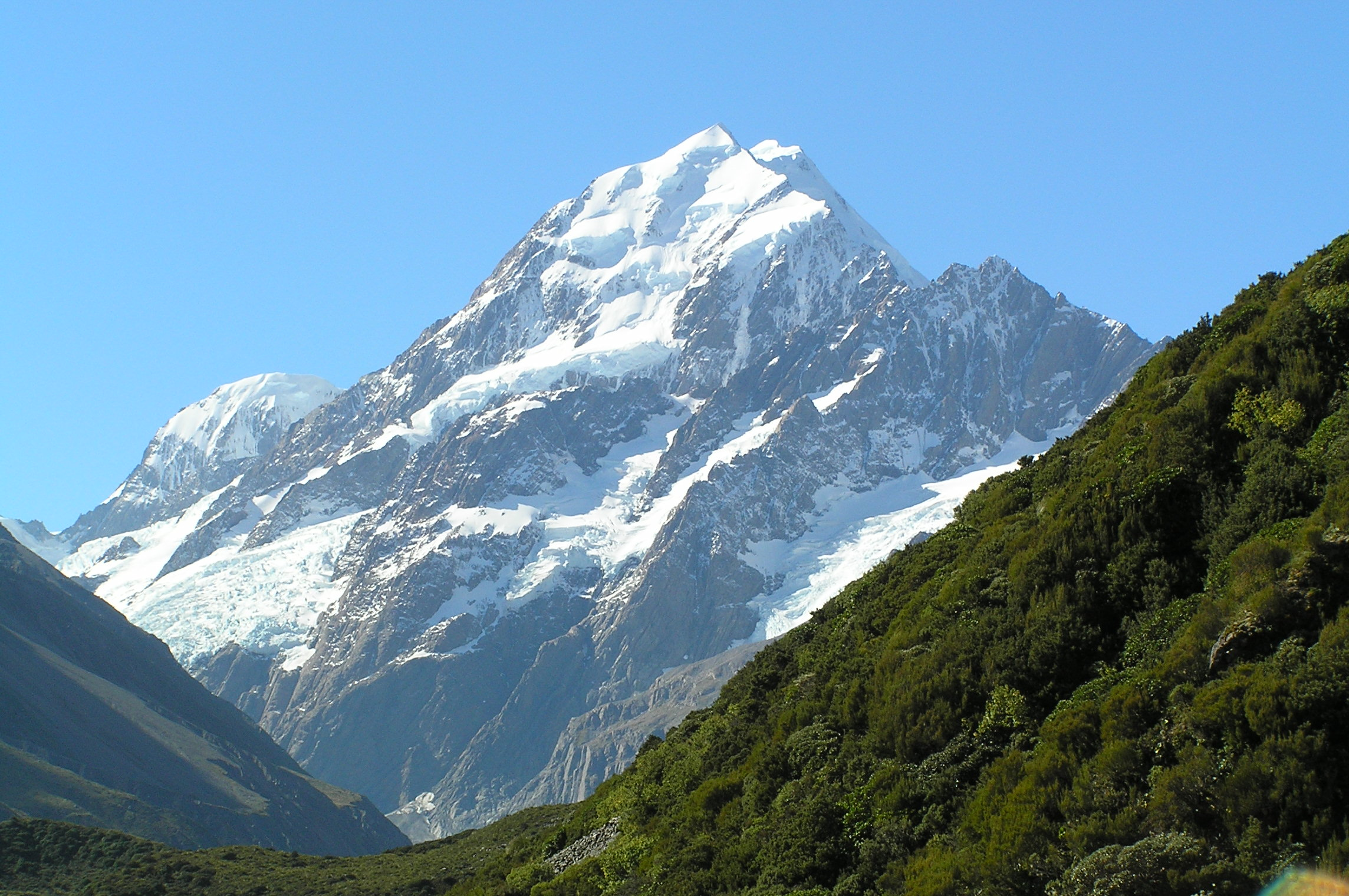
Il Monte Cook, la vetta più alta delle Alpi meridionali

Gran parte della catena montuosa è protetta sotto forma di parco nazionale (per esempio i Westland National Park, Mount Aspiring National Park e Aoraki/Mount Cook National Park). Le Alpi meridionali contengono circa 360 ghiacciai, il più grande dei quali è il ghiacciaio Tasman, lungo 29 chilometri. Le Alpi meridionali vennero così battezzate da James Cook il 23 marzo 1770, che ne descrisse l'altezza prodigiosa. Precedentemente ne aveva parlato anche Abel Tasman nel 1642, nella sua descrizione dell'Isola del Sud.
Dal punto di vista geologico le Alpi meridionali sono situate su un confine di placca e fanno parte della cosiddetta Cintura di fuoco. La faglia alpina, da cui hanno avuto origine queste montagne, si sviluppò circa 25-30 milioni di anni fa come risultato dello scontro fra la placca indo-australiana e la placca pacifica, con quest'ultima che cominciò a scorrere sotto la prima. Le Alpi meridionali continuano ad essere spinte verso l'alto da questa pressione tettonica che causa frequenti terremoti, ma l'erosione montuosa procede ad una velocità approssimativamente simile, il che comporta che la catena montuosa non si stia innalzando col passare del tempo.
A causa della sua orientazione perpendicolare ai venti prevalenti (che provengono da ovest), le Alpi meridionali creano condizioni eccellenti per gli amanti del volo con l'aliante. La città di Omarama, sottovento rispetto alle montagne, è conosciuta a livello mondiale proprio per questo motivo. I venti prevalenti formano anche quello che è conosciuto come Nor'west arch, una struttura meteorologica tipica dell'Isola del Sud in cui l'umidità è spinta al di sopra delle montagne, formando un arco di nuvole in un cielo limpido da ogni altra parte. Questo fenomeno è spesso visibile nei mesi estivi presso le regioni neozelandesi di Canterbury e Otago.